# Paul Ferdinand Schilder
Paul Ferdinand Schilder, född 15 februari 1886, död 1940, österrikisk-amerikansk neurolog.
Han studerade medicin i Wien, där han också 1909 tog sin examen. Under åren 1909 till 1912 arbetade han i Halle som assistent åt Gabriel Anton och det var nu som han gjorde sina första observationer av vad som senare kom att kallas Schilders sjukdom. 1912-1914 var han verksam i Leipzig, samtidigt bedrev han omfattande neurologiska studier. Efter första världskriget återupptog han sin akademiska karriär i Wien (där han 1917 blivit erbjuden en doktorandtjänst), han arbetade här tillsammans med Julius Wagner-Jauregg. 1921 utsågs han till privatdozent och fyra år senare blev han extraordinarie professor. Här intresserade han sig också för psykoanalysen och kroppsuppfattning.
1930 flyttade han till New York och var där verksam vid Bellevue-sjukhuset och 
associate professor i psykiatri vid New Yorks universitet. Schilder dog 54 år gammal i en trafikolycka. Förutom för sina många skrifter och sjukdomen som bär hans namn så är Schilder också känd som namngivare åt Addison-Schilders syndrom, Schilder-Foix sjukdom och Schilder-Stengels syndrom.